# Простачка (фільм, 2015)
«Простачка» (англ. The Duff) — американський комедійний фільм режисера Ері Сандела та сценариста Джоша Кагана, заснований на однойменному романі американської письменниці Коді Кеплінгер. Музика написана Домініком Левісом [Архівовано 2 жовтня 2021 у Wayback Machine.]. Продюсери фільму — Сьюзен Картсоніс, МакДжі і Мері Вайола. Головні ролі зіграли Мей Вітман, Роббі Амелл [Архівовано 9 вересня 2021 у Wayback Machine.], Белла Торн, Б'янка А. Сантос, Скайлер Семюелс, Еллісон Дженні, і Кен Джонг. 
Вихід фільму в США відбувся 12 лютого 2015 року, в Україні — 26 лютого 2015.

## Сюжет
Б'янка (Мей Уітман) останній рік навчається у школі. Вона дружить з Джесс (Семюелс) і Кейсі (Б'янка А. Санттос), але вони значно популярніші за неї. Головна героїня також живе по сусідству з Уеслі (Роббі Амелл), зіркою шкільної футбольної команди, у якого вона була закохана в середній школі. Їй подобається Тобі (Нік Еверсман), і вона йде на вечірку, що влаштовує Медісон Морган (Белла Торн), сподіваючись поговорити з ним. Вечірка закінчується для неї невдачею, оскільки Уеслі говорить їй, що вона займає роль «ТПП» — Товстої Потворної Подруги. Він пояснює їй, що в кожній соціальній групі є хтось, хто менш красивий і популярний, і через якого люди намагаються встановити контакт з більш популярними людьми. Спочатку вона ображається на Уеслі, але потім розуміє, що він правий. Учні в школі спілкуються з нею, тільки через те, щоб потоваришувати з Джессі і Кейсі. Б'янка свариться з подругами. Пізніше вона чує розмову Уеслі з учителем хімії (Кріс Уайлд), який говорить йому, що якщо він провалить іспити, то втратить місце у футбольній команді. Уеслі пропонує Б'янці допомогти йому з іспитами в обмін на допомогу в зміні її соціального статусу. Далі хлопець починає проводити своєрідні «заняття», які він поділив на кілька кроків. На цих заняттях він пояснює Б'янці, як треба одягатися, поводитися на побаченні і т. д.
Спочатку Б'янці не щастить, адже подруга Медісон, знімає відео, у якому стає зрозуміло, що Б'янці подобається Тобі. Пізніше відредаговане відео розходиться по всій школі і всі починають знущатися над Б'янкою, але після цього, за порадою Уеслі, Б'янка зізнається Тобі у своїх почуттях і запрошує його на побачення. На побаченні Б'янка розуміє, що Тобі теж вважає її «ТПП» і йде від нього. Поступово дівчина розуміє, що закохується в Уеслі. Але вона бачить його разом із Медісон.
У день випускного Б'янка вирішує помиритися з Джессі і Кейсі, і подруги разом шиють Б'янці сукню. На вечірці Б'янка зізнається в почуттях до Уеслі, але він відмовляє їй, сказавши, що вони з Медісон разом. Також дівчина говорить Медісон, що неважливо, ким вважають її інші, і що «ярлики», які Медісон «вішає» на інших людей, абсолютно безглузді. Медісон стає королевою балу, а Уеслі королем, але він кидає її і цілує Б'янку перед всією школою. Уеслі обирає Б'янку, і вони йдуть з балу. Пара починає зустрічатися. Б'янка вдало закінчує свою статтю про випускний. Дівчина збирається вступати в Північно-Західний університет у той час, як Уеслі їде до штату Огайо.

## В головних ролях
- Мей Вітман — Б'янка Пайпер
- Роббі Амелл [Архівовано 9 вересня 2021 у Wayback Machine.] — Уеслі Раш
- Белла Торн — Медісон Морган
- Б'янка А. Сантос — Кейсі Кордеро
- Скайлер Семюелс — Джесіка «Джесс» Харріс
- Кен Джонг — містер Артур
- Белла Торн — Дотті Пайпер
- Нік Еверсман — Тобі Такер